# 기빗올 : 우리들의 썸머
《기빗올 : 우리들의 썸머》(がんばっていきまっしょい 칸밧데이 키맛쇼이[*])는 2024년 10월 16일에 개봉한 일본의 애니메이션 영화다. 시키무라 요시코의 소설 《힘내서 갑시다》를 원작으로 한다.

## 캐스트

### 주연
- 아마미야 소라 - 무라카미 에츠코 목소리 역
- 이토 미쿠 - 사에키 히메 목소리 역
- 타카하시 리에 - 타카하시 리나 목소리 역
- 키토 아카리 - 효도 타에코 목소리 역
- 하세가와 이쿠미 - 이모토 마유미 목소리 역

### 조연
- 에구치 타쿠야 - 니노미야 하야토 목소리 역
- 타케타츠 아야나 - 테라오 우메코 목소리 역
- 미모리 스즈코 - 오노 마이 목소리 역
- 우치다 아야 - 야스다 카오리 목소리 역
- 미상 : 시부카와 역